# Palpomyia novaeguineae
Palpomyia novaeguineae är en tvåvingeart som beskrevs av Tokunaga 1966. Palpomyia novaeguineae ingår i släktet Palpomyia och familjen svidknott. Inga underarter finns listade i Catalogue of Life.